# Lagoleptus munin
Lagoleptus munin là một loài tò vò trong họ Ichneumonidae.